# Кеммерер, Александра Николаевна
Алекса́ндра Никола́евна Ке́ммерер (1842—1931) — артистка балета, солистка Санкт-петербургских Императорских театров.

## Биография
Закончила Санкт-Петербургское Императорское театральное училище в 1858 году, после чего сразу была принята в императорский театр на Петербургскую сцену на амплуа солистки. Выступала в Большом Каменном театре и Мариинском театра.

Она пришла на сцену, когда в моду входило искусство псевдорусского лубочного стиля, и профессиональный балет обращался к специфически русским сюжетам и даже народным пляскам, а демократически настроенная критика смеялась над вычурностью изображаемой якобы крестьянской жизнью. Эту моду ввел работавший в Петербурге французский балетмейстер Артур Сен-Леон, в спектаклях которого одной из основных исполнительниц была Александра Кеммерер. Писатель Салтыков-Щедрин, подрабатывая в театральных журналах, нещадно высмеивал в своих саркастических статьях эти постановки.
В балетных хрониках «Наш балет; 1673—1899: балет в России…» за 1873 год указывается, что «год закончился приятным для некоторых артистов событием: были увеличены оклады и поспектакльная плата. Так, Вазем вместо 5 руб. разовых назначили 25 руб, Кеммерер вместо 15 руб. — 25 руб., Шапошниковой прибавили 100 руб. к жалованью и назначили 5 руб. разовых…». Можно сделать вывод, что исполнительское мастерство Александры Кеммерер на какой-то момомент ценилось несколько выше, чем другой солистки, прима-балерины Екатерины Вазем.
Среди партнёров по сцене: Е. О. Вазем, Т. А. Стуколкин, Л. И. Иванов, К. И. Канцырева, Н. К. Богданова, М. Н. Муравьева, М. М. Петипа, А. И. Прихунова, М. Н. Мадаева, А. Ф. Вергина.
Оставила сцену в 1879 году.
Биография балерина остается малоизученной. Из генеалогических исследований петербургской семьи Орловых известно, что в доме балерины росла воспитанница, которую там однажды увидел один из представителей семьи Орловых — Алексей Михайлович Орлов (1888—1958) и сделал девушке предложение. На их свадьбу А. Н. Кеммерер преподнесла весьма дорогой по тем временам подарок — швейную машинку «Зингер».

## Репертуар
- Гидрола, «Наяда и рыбак»
- 25 (13) февраля 1864 — Регонда*, «Фиаметта, или Торжество любви» Людвига Минкуса, балетмейстер Артур Сен-Леон
- Галя, «Золотая рыбка» Людвига Минкуса, балетмейстер Артур Сен-Леон
- 29 (17) октября 1868 — Диана*, «Царь Кандавл» Людвига Минкуса, балетмейстер Мариус Петипа

Также танцевала в балетах Мариуса Петипа «Камарго», «Бабочка», «Приключения Пелея», «Роксана, краса Черногории».
(*) — первая исполнительница партии